# Carex hectori
Carex hectori là một loài thực vật có hoa trong họ Cói. Loài này được Petrie publ. 1895 mô tả khoa học đầu tiên năm 1894.